# فیبروبلاست
فیبروبلاست، فراوانترین سلول در بافت همبند است که همه انواع رشته‌های بافت همبند و مواد آلی ماده زمینه‌ای را سنتز می‌کند. فیبروبلاست، سلولی است با هسته بیضوی و روشن و دارای کروماتین ظریف است که حاوی یک یا دو هستک واضح می‌باشد. اندامک‌های دخیل در پروتئین‌سازی در فیبروبلاست به‌طور گسترده دیده می‌شوند.

## اطلاعات زمینه‌ای
فیبروبلاست و فیبروسیت، هر دو، در حقیقت یک نوع سلول می‌باشند، منتهی بسته به نوع و میزان سوخت و ساز بافتی، ممکن است به صورت فعال شده یعنی فیبروبلاست یا کمتر فعال شده یعنی فیبروسیت دیده شوند. 
در سال‌های اخیر، عقیده بر این است که هر دو نوع فیبروبلاست نامیده شوند. پسوند بلاست در زیست‌شناسی سلولی به سلول بنیادی یا سلولی که از نظر سوخت و ساز فعال است گفته می‌شود.
فیبروبلاست‌ها بسته به محل استقرار و میزان فعالیت، به اشکال مختلفی دیده شوند. فیبروبلاست‌هایی متعلق به بافت‌های دیگر، اگر به بافت جدیدی پیوند زده شوند تا چندین نسل خاطرات مربوط به بافتی را که به آن تعلق داشته‌اند را حفظ خواهند کرد اگر چه ممکن است از نظر ریخت‌شناسی این تغییرات محسوس نباشد.

## منشأ جنینی
عملکرد اصلی فیبروبلاستها ترشح مواد پیش ساز ماتریکس برون سلولی برای حفظ انسجام ساختاری بافت همبندی می‌باشد. فیبروبلاستها پیش سازهای لازم برای ساخت کلیه ترکیبات ماتریکس برون سلولی از جمله ماده زمینه‌ای و رشته‌های آن را ترشح می‌نمایند.
مانند سایر سلول‌های بافت همبندی فیبروبلاستها نیز از مزانشیم مشتق شده‌اند؛ بنابراین پروتئین فیلامنتی واسط به نام ویمنتین را ترشح می‌کنند که به عنوان یک شاخص برای شناسایی منشأ مزودرمی (میان پوستی) آن‌ها بکار می‌رود.
سلول‌های اپی تلیال تحت شرایطی تحت روند " تبدیل اپیتلیومی-مزانشیمی"Epithelial-mesenchymal transition(EMT) قادر هستند به فیبروبلاستها تبدیل شوند. و برعکس فیبروبلاستها نیز قادرند تحت شرایطی به سلول‌های اپی تلیال تبدیل شوند. که این روند به نام "تبدیل مزانشیمی –اپیتلیومی" Mesenchymal-epithelial transition(MET) نامیده می‌شود.

## ساختار و عملکرد
فیبروبلاست‌ها دارای سیتوپلاسمی منشعب می‌باشد که یک هسته بیضی‌شکل لکه‌دار دارای ۱–۲ هستک را احاطه نموده‌است. فیبروبلاست‌های فعال بواسطه شبکه آندوپلاسمی خشن گسترده خود شناخته می‌شوند. فیبروبلاست‌های غیرفعال که فیبروسیت نیز نامیده می‌شوند کوچکتر و دوکی شکل می‌باشند. شبکه آندوپلاسمی خشن آن‌ها گستردگی کمی دارد. اگرچه فیبروبلاست‌ها در یک سطح بزرگ به صورت پراکنده و جدا از هم قرار می‌گیرند ولی درصورت تراکم زیاد آرایشی به‌شکل خوشه‌های موازی به خود می‌گیرند.
فیبروبلاستها کلاژنها، گلیکوزآمینوکلیکان‌ها، فیبرهای مشبک و ارتجاعی و گلیکوپروتئین‌های موجود در ماتریکس برون سلولی و سیتوکین TSLP را می‌سازند. فیبروبلاست‌های در حال رشد، تقسیم شده و ماده زمینه‌ای را می‌سازند. آسیب‌های وارده به بافت فیبروبلاست‌ها را تحریک کرده و تقسیم میتوز را القا می‌نماید.
بر خلاف سلول‌های اپی تلیال، فیبروبلاستها تک لایه‌های سلولی پهن تشکیل نداده و با اتصال تک قطبی از یک طرف به لایه بازال محدود نشده‌اند اگرچه در برخی مواقع در تشکیل لایه بازال مشارکت دارند (مثلاً میوفیبروبلاست‌ها در روده که زنجیرهα-۲ حامل اجزای لامینین را ترشح می‌کنند و فقط در اپی‌تلیوم نواحی مربوط به فولیکول‌ها حضور ندارند. 
همچنین بر خلاف سلول‌های اپی‌تلیال، فیبروبلاست‌ها توانایی مهاجرت انفرادی در لایه ساب استراتوم را دارند. درحالی که سلول‌های اپی تلیال سطح داخلی اندام‌های بدن را مفروش می‌کنند، فیبروبلاستها و سایر بافت‌های همبندی مربوطه نمای بیرونی موجود زنده را شکل می‌دهند.
طول عمر فیبروبلاست که در جنین مرغ اندازه‌گیری شده‌است، ۳±۵۷ روز می‌باشد.

## موارد استفاده فرعی
از فیبروبلاست‌های جنینی موش اغلب به عنوان سلول‌های تغذیه‌کننده در تحقیقات مربوط به سلولهای بنیادی انسان استفاده می‌شد که البته امروزه با توجه به وجود محیطهای کشت سلول با مقدار مواد مغذی معین و تعریف شده‌استفاده از آن‌ها به‌تدریج کمتر می‌شود.